# Max Meldrum

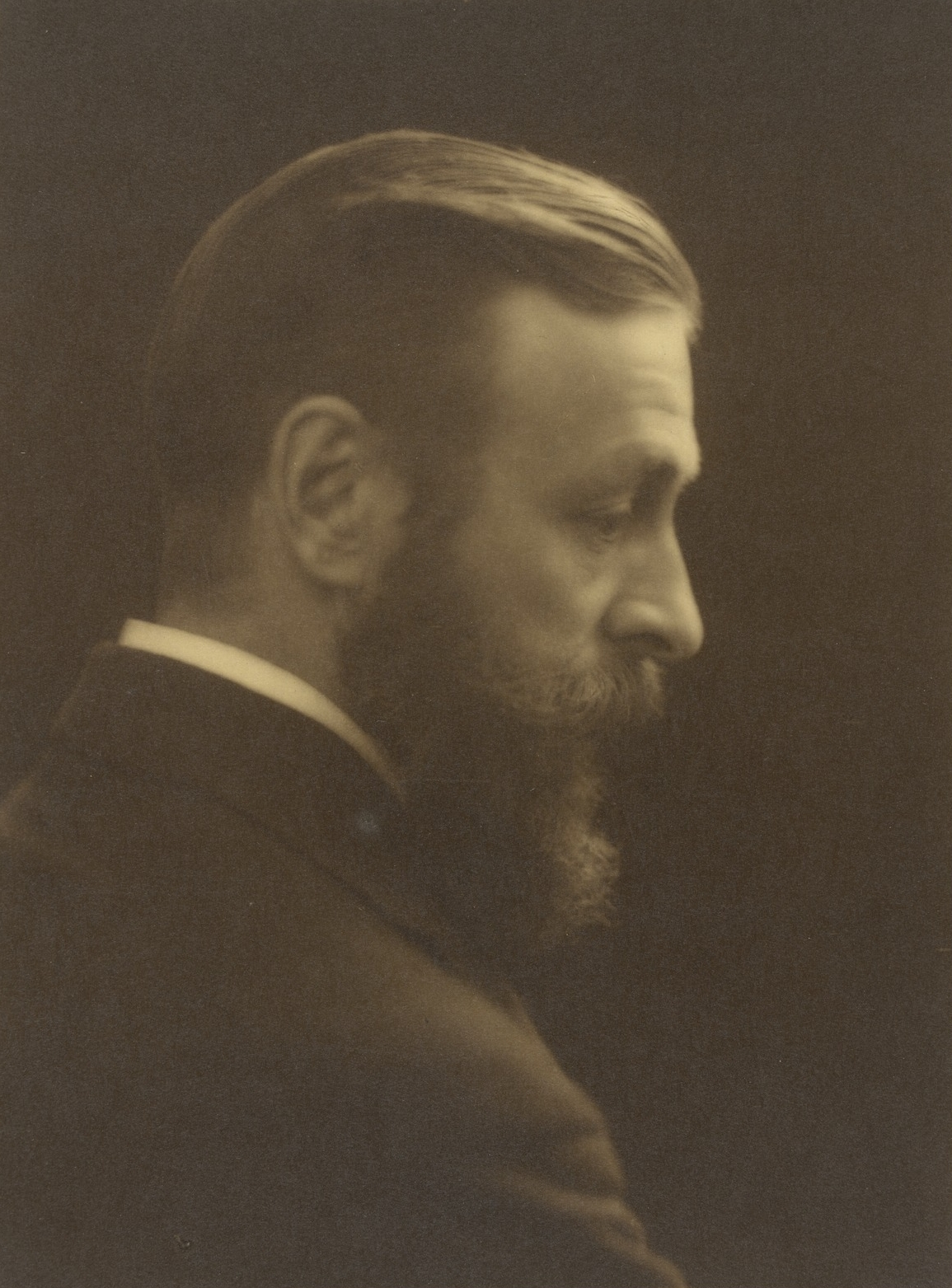
Max Meldrum, zwischen 1920 und 1925

Duncan Max Meldrum (* 3. Dezember 1875 in Edinburgh, Schottland; † 6. Juni 1955 in Kew, Stadtteil von Melbourne) war ein australischer Maler, Kunstlehrer, Kunsttheoretiker und Begründer des australischen Tonalismus.

## Leben
Max Meldrum ist der Sohn des Apothekers Edward David Meldrum und dessen Ehefrau Christine, geborene Macglashan. Er kam 1889 im Alter von 14 Jahren mit seiner Familie nach Australien und studierte bei Frederick McCubbin und Bernard Hall an der Schule der National Gallery of Victoria (NGV) in Melbourne. Im Jahr 1899 erhielt er ein Kunststipendium, das ihm einen Aufenthalt in Frankreich ermöglichte, wo er die Alten Meister studierte und in Paris und der Bretagne malte. Nach dreizehn Jahre im Ausland kehrte er 1911 mit seinen Ideen zur „tonalen Malerei“ nach Australien zurück.
Er verfolgte einen minimalistischen Ansatz in der Malerei, bei dem Tonvariationen zu den wichtigsten Bildkomponenten wurden; eine Stilrichtung, die er als eine Wissenschaft ansah. Er schrieb und dozierte kämpferisch zu diesem Thema und sammelte eine Gruppe von engagierten Anhängern um sich, die als Meldrumites bekannt wurden. In der Collins Street im Zentrum von Melbourne eröffnete er 1915 eine eigene Kunstschule, wo er seinen Schülern seine Wahrnehmungstheorie lehrte, die er „The Scientific Order of Impressions“ (Die wissenschaftliche Ordnung der Eindrücke) nannte. 1916 wurde er zum Präsidenten der Victorian Artists’ Society gewählt.

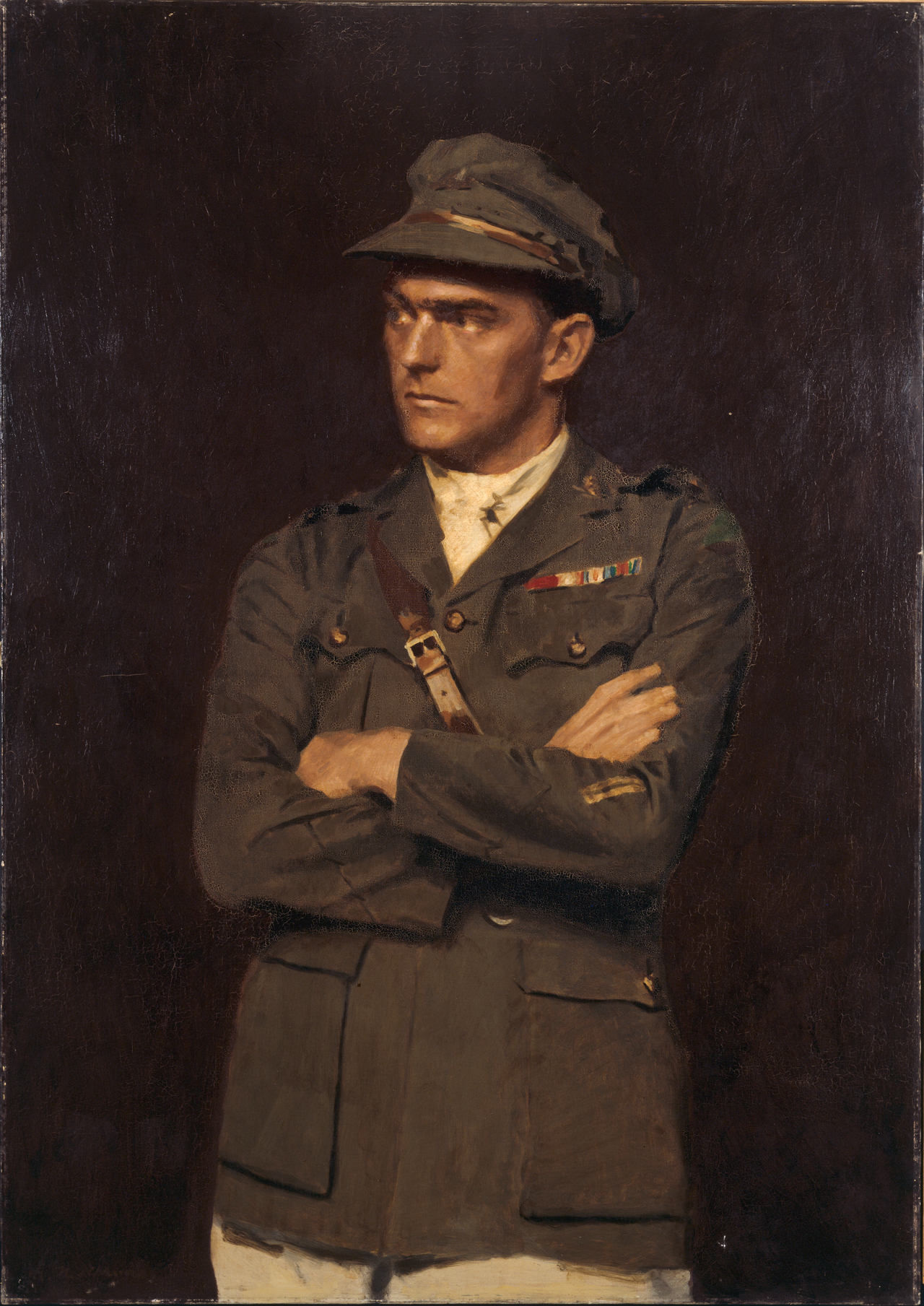
Porträt des australischen Captain Percy Storkey, 1920

Über die nächsten zehn Jahren verließen viele Schüler die Schule der NGV und schlossen sich der Meldrum-Schule an. Sein Vortrag „The invariable truths of depictive art“ (Die unveränderlichen Wahrheiten der darstellenden Kunst) wurde 1919 in Max Meldrum His Art and Views veröffentlicht. Er verbrachte erneut längere Zeit in Frankreich und kehrte 1937 nach Melbourne zurück, um erneut eine Kunstschule in der Collins Street zu eröffnen. 1939 und 1940 gewann er den Archibald Prize.
Meldrum war kampflustig und machte sich einige mächtige Feinde, darunter der Ethnologe und Kunstsammler Baldwin Spencer, der ihn einen „eingebildeten kleinen Größenwahnsinnigen“ (conceited little megalomaniac) nannte. Zu seiner loyalen Gefolgschaft gehörten die Schüler Hayward Veal aus Sydney and Percy Leason aus Staten Island, die seine Stillehre weiter propagierten. 1950 erschien die Publikation „The Science of Appearances as Formulated and Taught by Max Meldrum“ (Die Wissenschaft der Erscheinungen, wie von Max Meldrum formuliert und gelehrt).